# Cupido lycea
Cupido lycea är en fjärilsart som beskrevs av Edwards 1864. Cupido lycea ingår i släktet Cupido och familjen juvelvingar. Inga underarter finns listade i Catalogue of Life.